# Совхоз имени Мичурина (Криворожский район)
Совхоз имени Мичурина (укр. Радгосп імені Мічуріна) — бывшее государственное сельскохозяйственное предприятие в Украинской ССР, а позже на Украине. Располагалось в Криворожском районе Днепропетровской области. Центральная усадьба находилась в селе Широком.

## История

### Советский период
Создан в 1964 году путём отделения земель от совхозов «Горняк» (центральная усадьба — Надеждовка) и «Имени Карла Либкнехта» (Новополье).
По данным, опубликованным в конце 1960-х годов, в совхозе было 5 тысяч гектар земельных угодий, превалировало выращивание овощных культур. Также развитым было скотоводство молочного направления. Шесть работников совхоза были награждены государственными орденами и медалями, а на территории совхоза в селе Шевченково проживали и работали Герои Социалистического Труда Надежда Ивановна Андрющенко и Мария Андреевна Шваб.

### Независимая Украина
В начале 1990-х годов в совхозе было 4240 гектар земли, в том числе 3224 гектара — пашня, 462 гектара — пастбища. В это время в хозяйстве было 2609 голов крупного рогатого скота, в том числе 128 коров. Из сельскохозяйственной техники в совхозе насчитывалось 10 комбайнов, 66 тракторов. Автопарк составлял 44 автомобиля.
В 1995 году постановлением Кабинета министров Украины совхоз был включён в список объектов, которые подлежат обязательной приватизации.

## Продукция
- зерновые;
- подсолнечник;
- овощи;
- фрукты;
- молоко;
- мясо;
- подсолнечное масло;
- овощные консервы;
- сгущённое молоко.